# Torbjörn Rosdahl
Torbjörn Rosdahl, född 18 mars 1949 i Nyköping, är en svensk moderat politiker. Mellan november 2010 och 2016 innehade han posten som finanslandstingsråd och landstingsstyrelsens ordförande i Stockholms läns landsting. Innan dess var han 2000-2010 kommunalråd och kommunstyrelsens ordförande i Sollentuna kommun.
Han utmanades den 16 oktober 2014 av Filippa Reinfeldt om posten som  finanslandstingsråd och landstingsstyrelsens ordförande och gick segrande ur striden med rösterna 22-20 till hans fördel.
Torbjörn Rosdahl fick som finanslandstingsråd handskas med den kritiserade finansieringen av Nya Karolinska Solna genom offentlig-privat samverkan, vilken tecknades i juni 2010 några månader innan han blev finanslandstingsråd.
Han meddelade sin kommande avgång som finanslandstingsråd den 29 september 2016.
Rosdahl var även ordförande i Mälardalsrådet 2015-2017.